# Revolverlution
Albums de Public Enemy
The Best of Public Enemy
(2001) It Takes a Nation: The First London Invasion Tour 1987
(2005)
Revolverlution est le huitième album studio de Public Enemy, sorti le 23 juillet 2002.
L'album s'est classé 4e au Top Independent Albums, 16e au Top R&B/Hip-Hop Albums et 110e au Billboard 200.

## Liste des titres
| No  | Titre                                                                      | Contient un (des) sample(s) de | Durée |
| --- | -------------------------------------------------------------------------- | --- | ----- |
| 1.  | Gotta Give the Peeps What They Need                                        | I Don't Know What This World Is Coming to des Soul Children featuring Jesse Jackson UFO d'ESG Paul Revere des Beastie Boys Rebel Without a Pause de Public Enemy Crack Featuring Pete the Fly de Paul Mooney | 3:32  |
| 2.  | Revolverlution                                                             | Bouncy Lady de Pleasure Brother Rapp/Ain't It Funky Now (Live) de James Brown | 3:01  |
| 3.  | Miuzi Weighs a Ton - Live San Francisco 10/21/1999                         | | 1:47  |
| 4.  | Put It Up                                                                  | | 3:11  |
| 5.  | Can a Woman Make a Man Lose His Mind?                                      | | 3:34  |
| 6.  | Public Enemy Service Announcement #1                                       | | 0:21  |
| 7.  | Fight the Power - Live Winterthur Switzerland 1992                         | | 3:55  |
| 8.  | By the Time I Get to Arizona (The Molemen Mixx)                            | | 3:57  |
| 9.  | Post-Concert Arizona Interview (U2 Zoo Tour)                               | | 1:03  |
| 10. | Son of a Bush                                                              | Christmas Rappin' de Kurtis Blow Fantastic Freaks at the Dixie de DJ Grand Wizard Theodore and The Fantastic Five                                                                                            | 5:52  |
| 11. | 54321... Boom                                                              | Shut 'Em Down de Public Enemy | 4:47  |
| 12. | Welcome to the Terrordome - Live Winterthur Switzerland 1992               | Bring the Noise de Public Enemy | 3:38  |
| 13. | B Side Wins Again (Scattershot Remix)                                      | | 4:54  |
| 14. | Get Your Shit Together                                                     | | 3:37  |
| 15. | Public Enemy Service Announcement #2                                       | | 0:30  |
| 16. | Shut 'Em Down (The Functionist Version)                                    | | 5:28  |
| 17. | Now a' Daze                                                                | | 3:25  |
| 18. | Public Enemy #1 (Jeronimo Punx Redu)                                       | | 4:48  |
| 19. | The Making of Burn Hollywood Burn (1989) (featuring Big Daddy Kane)        | | 2:46  |
| 20. | Give the Peeps What They Need (DJ Johnny Juice - Paris Revolverlution Mix) | | 3:30  |
| 21. | What Good Is a Bomb                                                        | | 6:17  |

| 22. | Public Enemy #1 (Dimension Zero Remix) | 6:12 |